# Hans Evensen
Hans Eduard Evensen (ur. 22 lutego 1868 w Christianii, zm. 1953) – norweski lekarz psychiatra.
W 1904 roku otrzymał tytuł doktora medycyny. Od 1893 praktykował w zakładzie psychiatrycznym w Gaustad. Z jego inicjatywy w 1907 powstało Norweskie Towarzystwo Psychiatryczne. Evensen jako pierwszy wysunął hipotezę, że Vincent van Gogh cierpiał na padaczkę, a nie schizofrenię. Członek korespondent Royal College of Psychiatrists od 1930 roku.

## Prace
- Nyere sovemidler og deres anvendelse i sindssygdome, Norsk magasin for lægevidenskaben 1894, 5
- Den kroniske alkoholismes kliniske former: forelæsning ved den psykiatriske klinik paa Gaustad asyl vaaren 1898, Norsk magasin for lægevidenskaben 1899, 2
- Dementia præcox. Kristiania, 1904
- Det anatomiske grundlag for den paralytiske demens, Retsmedicinsk tidsskrift 1905
- Fra de første 10 aar af Kriminalasylets virksomhed: foredrag ved 11te almindelige norske lægemøde i Trondhjem, Tidsskrift for den norske lægeforening 1906, 3
- Beiträge zu der normalen Anatomie der Hirngefäße, Histol. histopathol. Arb. 2, 1908
- Cesare Lombroso som menneske og forsker: foredrag i Trondhjems lægeforening 30. mars 1910, Tidsskrift for den norske lægeforening 1911
- Kritik av degenerationslæren: foredrag paa Norsk psykiatrisk forenings møte i Bergen den 7de august 1909, Norsk magasin for lægevidenskaben 1911, 3
- Haandbok i sindssykepleie (1921)
- Die Geisteskrankheit Vincent van Goghs, Allgemeine Zeitschrift für Psychiatrie und psychisch-gerichtliche Medizin 1926
- Profetskikkelser i lys av rettspsykiatri, tillegg til den Rettsmedisinske Kommisjons beretning for året 1942
- Hysteriens diagnose og rettspsykiatriske bedømmelse,  Den rettsmedisinske kommisjons beretning 1944, tillegg